# Clitocybe subalutacea
Clitocybe subalutacea är en svampart som först beskrevs av August Johann Georg Karl Batsch, och fick sitt nu gällande namn av Paul Kummer 1871. Clitocybe subalutacea ingår i släktet Clitocybe och familjen Tricholomataceae.  Artens status i Sverige är: Ej påträffad. Inga underarter finns listade i Catalogue of Life.